# Allophylus grotei
Allophylus grotei là một loài thực vật có hoa trong họ Bồ hòn. Loài này được F.G.Davies & Verdc. mô tả khoa học đầu tiên năm 1998.